# 151e régiment d'artillerie
Le 151e régiment d'artillerie à pied (ou 151e RA) est un régiment d'artillerie de l'armée de terre française. Il reprend les traditions du 1er régiment d'artillerie à pied.

## Création et différentes dénominations
- 1929: 151e régiment d'artillerie à pied, en garnison à Thionville
- 1936: 151e Régiment d'Artillerie de Position, affecté à la défense de la Ligne Maginot, dans le secteur fortifié de Thionville

## Chef-de-corps
- Lieutenant-colonel Bachelerie, 5 mai 1929 - 7 mars 1932
- Colonel Loiseau, 7 mars 1932 - 16 juillet 1934
- Colonel Lambert, 16 juillet 1934 - 16 octobre 1936
- Colonel Denis, 16 octobre 1936 - 1938
- Colonel du Bois de Maquillé, 1938 - 1939
- Lieutenant-colonel Martin, 1939 - 1940

## Historique des garnisons, combats et batailles

### Seconde Guerre mondiale
Au 10 mai 1940, une partie des artilleurs de ce régiment d'artillerie de position tiennent les forts de Guentrange et de Kœnigsmacker, le restant étant affecté aux deux groupes de position qui sont équipés de 32 pièces, des modèles suivant : huit canons de 120 L modèle 1878, vingt canons de 155 L modèle 1877, deux canons de 220 L modèle 1917 (en) (Schneider) et de deux canons de 240 modèle 1884.

### Étendard
Il porte, cousues en lettres d'or dans ses plis, les inscriptions suivantes :
- Ancône 1799
- Badajoz 1811
- Huningue 1815
- Bomarsund 1854
- Verdun 1916
- L'Ailette 1918

## Devise
Fais ce que dois

## Sources et bibliographie
- Historique du 1er régiment d'artillerie à pied et 71e RALGP : guerre 1914-1918, Paris, Fournier, 1920, 16 p.